# Saint-Cricq-Chalosse
Saint-Cricq-Chalosse is een gemeente in het Franse departement Landes (regio Nouvelle-Aquitaine) en telt 561 inwoners (1999). De plaats maakt deel uit van het arrondissement Mont-de-Marsan.

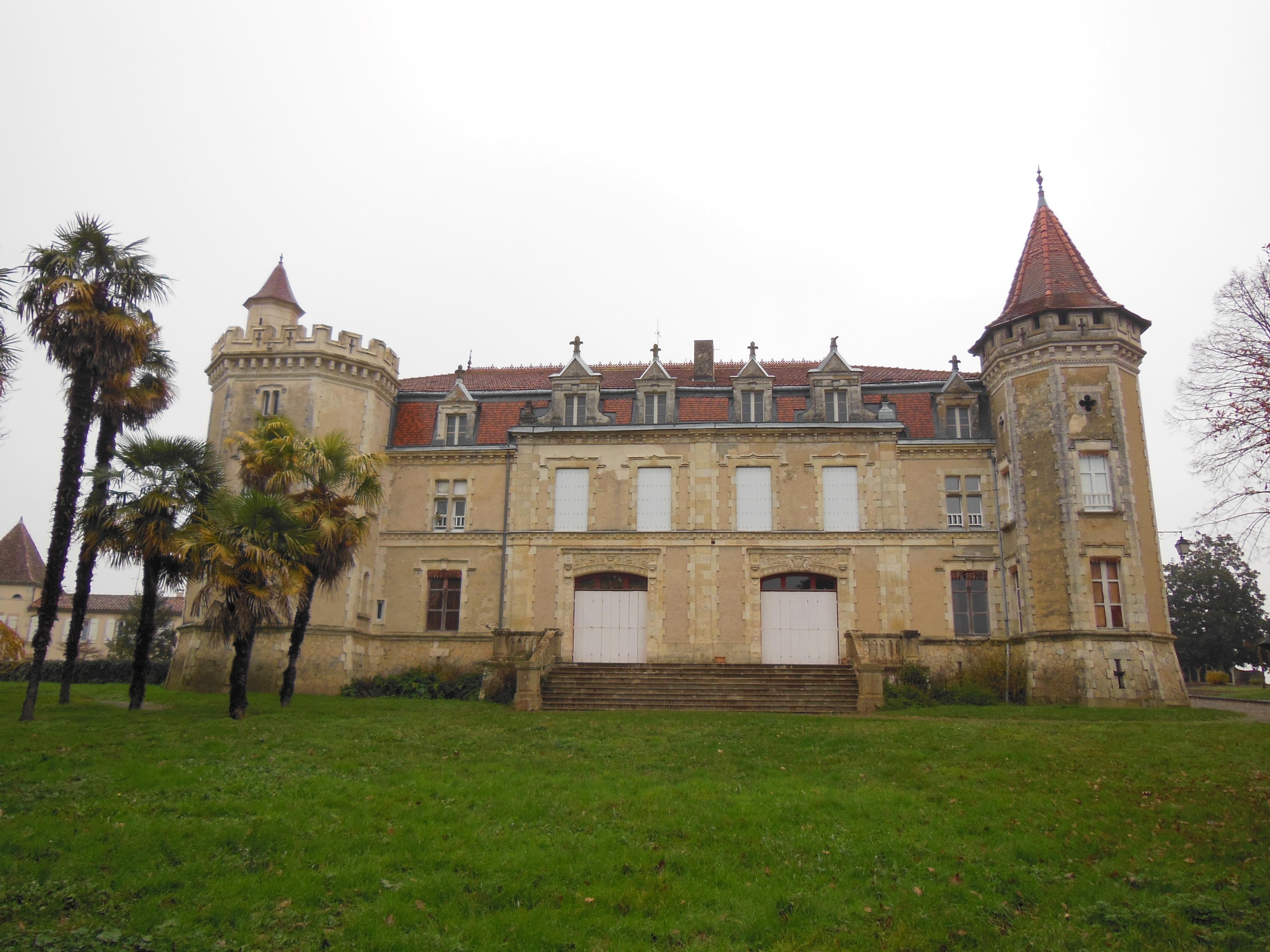
Château de Poundenx
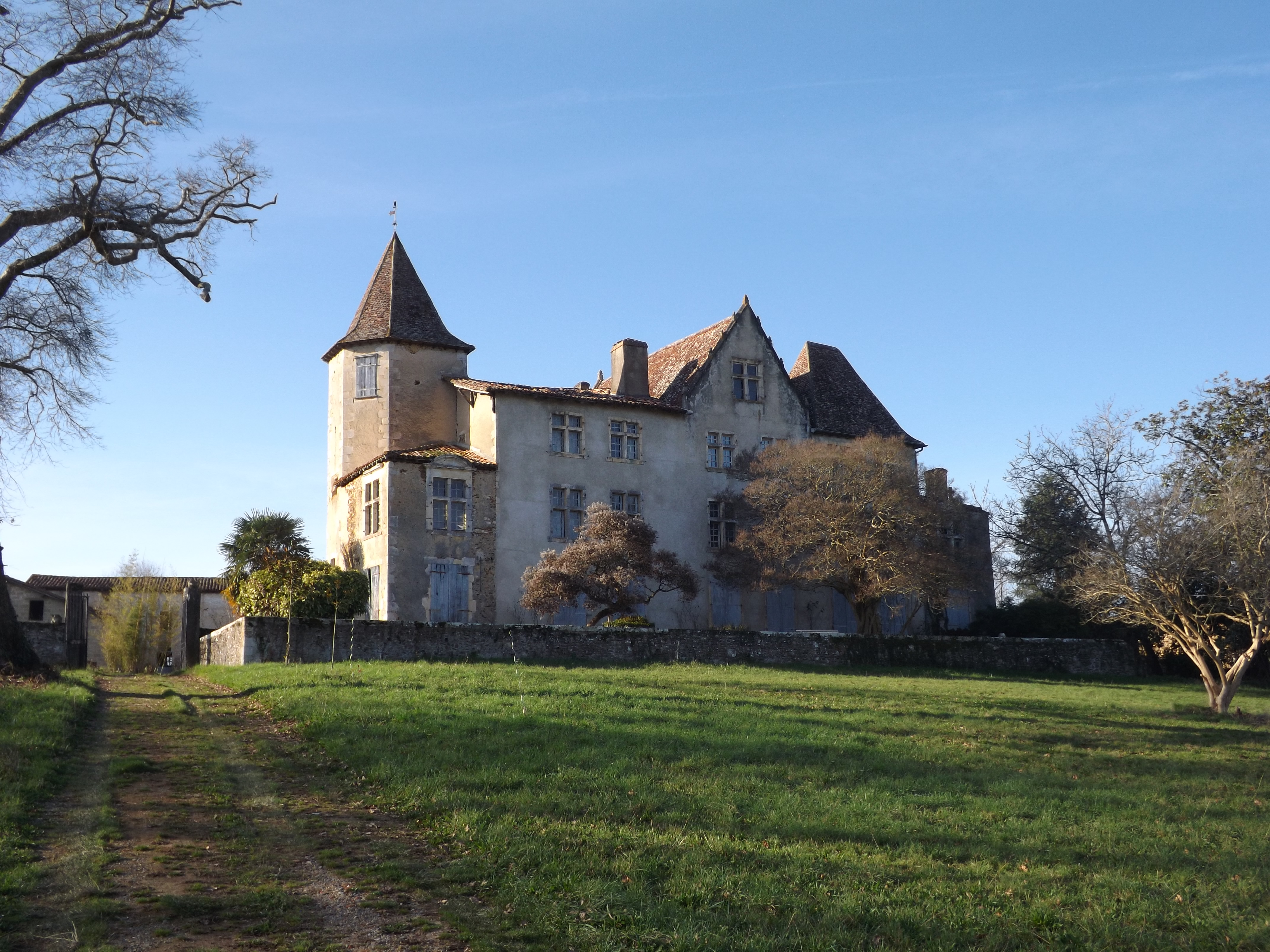
Kasteel Lataulada

## Geografie
De oppervlakte van Saint-Cricq-Chalosse bedraagt 20,2 km², de bevolkingsdichtheid is 27,8 inwoners per km².
De onderstaande kaart toont de ligging van Saint-Cricq-Chalosse met de belangrijkste infrastructuur en aangrenzende gemeenten.

## Demografie
Onderstaande figuur toont het verloop van het inwonertal (bron: INSEE-tellingen).